# Styrax mathewsii
Styrax mathewsii  es una especie de planta de flores perteneciente a la familia Styracaceae. Es endémica de Perú. Está tratada en peligro de extinción.
Está considerada un sinónimo de Styrax pavonii

## Fuente
- World Conservation Monitoring Centre 1998.  Styrax mathewsii. 2006 IUCN Red List of Threatened Species. Bajado el 23-08-07.

- Datos: Q1326082